# My World (EP de Justin Bieber)
My World  es el EP debut del cantante y compositor canadiense Justin Bieber, lanzado el 17 de noviembre de 2009 por los sellos discográficos Island, Teen Island, RBMG y School Boy Records.

## Antecedentes y composición

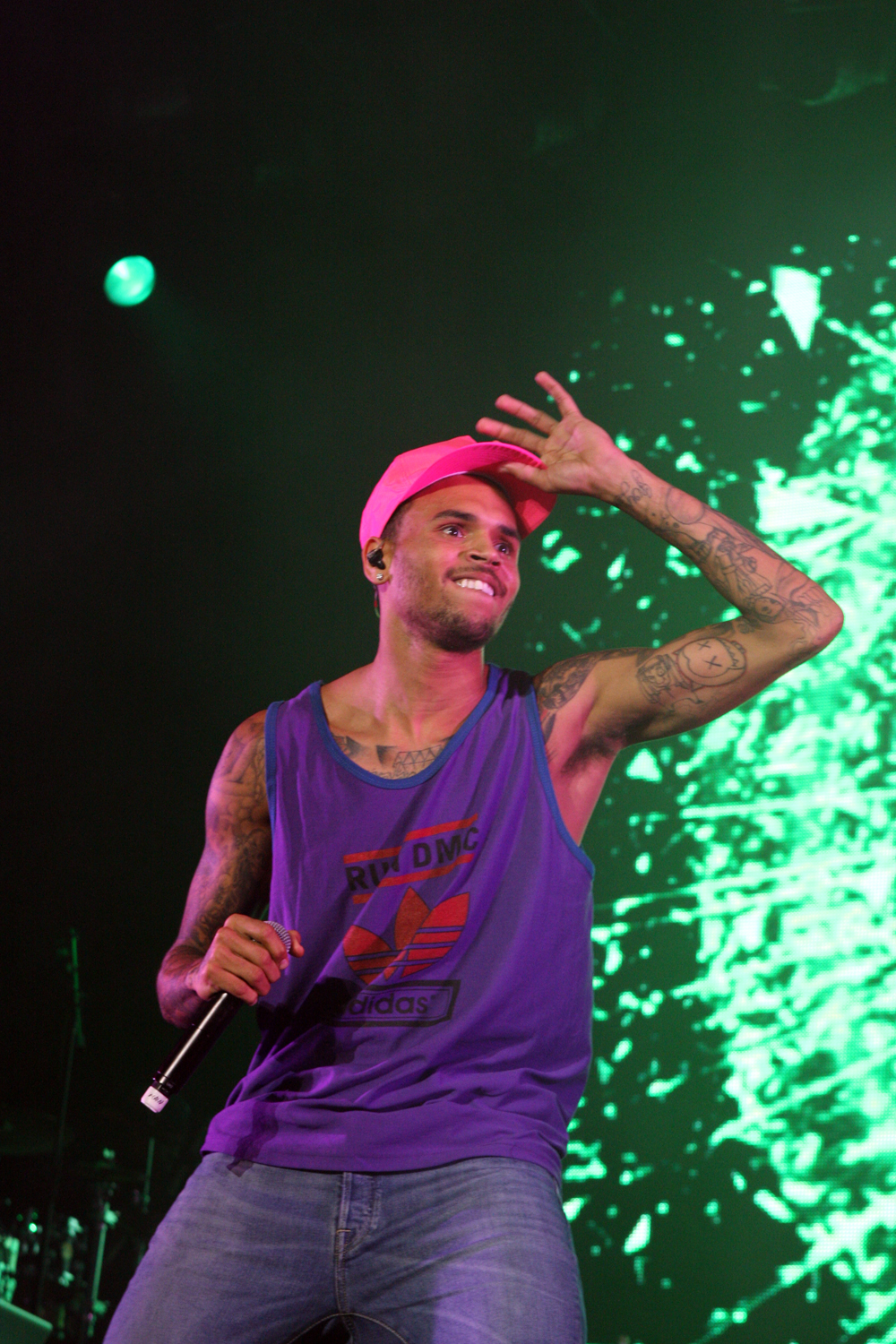
Intérpretes como Chris Brown (en la imagen), Michael Jackson y Usher, influenciaron notablemente en el trabajo.

Bieber inició su carrera musical a través de YouTube, plataforma donde subía vídeos de sus interpretaciones en competiciones de canto para sus familiares que no podían asistir. A medida que fue incrementando su popularidad en el sitio, fue descubierto por Scooter Braun, quien voló con Bieber a Atlanta para mostrárselo a Usher. Este le ofreció una audición con L.A. Reid de Island Records, firmando así un contrato de publicación en octubre de 2008. Para abril del siguiente año, tras haber grabado su primer sencillo «One Time», Usher describió a Bieber como un «fenómeno adolescente» y «definitivamente una prioridad para mi e Island Def Jam». Posteriormente Bieber dijo que el nombre de My World era «la única manera en la que realmente podría describir [al álbum]», añadiendo que representa «tantos elementos de [su] mundo».
Mientras grababa My World, Bieber expresó su deseo de «crecer como artista» y de que «[sus] seguidores crecieran [con él]». Musicalmente, el proyecto incorporó estilos pop y R&B, similar al de trabajos de cantantes como Michael Jackson, Stevie Wonder, Chris Brown, Usher y Ne-Yo. Mikael Wood de Entertainment Weekly describió a la grabación como «baladas de amor azucaradas y lindas confecciones dance pop». Bieber llamó a los temas en el álbum «canciones con los que los adolescentes pueden estar relacionados» y «simplemente cosas que pasan en la vida cotidiana».

## Recepción crítica
En general, My World contó con reseñas generalmente favorables por parte de los críticos musicales. De acuerdo con Metacritic, acumuló un total de 65 puntos de 100 con base en seis reseñas profesionales que recibió. Andy Kellman del portal web Allmusic dio al material tres estrellas y media de cinco, y opinó que es «el tipo de contenido apropiado para un álbum de un joven Chris Brown o una versión menor de Ne-Yo», y mostró su agrado por el carisma de Bieber «formado por su falta de profundidad lírica». Mikael Wood de Entertainment Weekly halagó directamente a «Love Me», llamándola «lo mejor de Bieber, con los riffs de "Lovefool" de The Cardigans encima de un asesino electro glam». Por su parte, Jon Caramanica de The New York Times comparó el estilo del álbum con el de Michael Jackson y The Cardigans, y describió a «One Less Lonely Girl» como «hermosa y seria». Rob Sheffield de Rolling Stone otorgó tres estrellas de cinco al álbum, y seleccionó a «First Dance», «Bigger» y «Love Me» como sus canciones claves.
Ashante Infantry de Toronto Star dijo que «este disco está lleno de melodías pegadizas [que] suenan como armonías sobregrabadas de un joven Chris Brown»; además comentó que la variedad de productores y compositores «encontraron la combinación correcta de ritmos hip hop y letras de amor para las serias y pubertas vocales del canadiense». Escribiendo para The Boston Globe, Marc Hirsh llamó a Bieber «indistinguible de cualquiera de un millar de aspirantes pop prefabricados con insuficiencias musicales». Alison Stewart de The Washington Post se mostró satisfecha de que Bieber coescribiese varias de las pistas, no obstante fue menos optimista respecto al uso prominente de Auto-Tune.

## Lista de canciones
Créditos adaptados a las notas de My World.
| N.º | Título                    | Escritor(es)                                                                  | Duración |  |
| 1.  | «One Time»                | Christopher Stewart James Bunton Corron Cole Thabiso Nkhereanye               | 3:35     |  |
| 2.  | «Favorite Girl»           | D'Mile Delisha Thomas Antea Birchett Anesha Birchet                           | 4:16     |  |
| 3.  | «Down to Earth»           | Justin Bieber Bruce Waynne Dirty Swift Mason Levy Carlos Battey Steven Battey | 4:05     |  |
| 4.  | «Bigger»                  | Bieber Waynne Swift Dapo Torimiro Frank Ocean                                 | 3:17     |  |
| 5.  | «One Less Lonely Girl»    | Ezekiel Lewis Balewa Muhammad Sean Hamilton Hyuk Shin Usher                   | 3:49     |  |
| 6.  | «First Dance» (con Usher) | Bieber Usher Prettyboifresh Ryan Lovette Jesse Wilson Dwight Reynolds         | 3:42     |  |
| 7.  | «Love Me»                 | Bruno Mars Philip Lawrence Ari Levine Peter Svensson Nina Persson             | 3:12     |  |

| Pistas adicionales de la edición de iTunes en Canadá |                                             |                                                   |          |  |
| N.º                                                  | Título                                      | Escritor(es)                                      | Duración |  |
| 8.                                                   | «One Less Lonely Girl» (versión en francés) | Lewis Muhammad Hamilton Shin Usher Andrée Watters | 3:48     |  |
| 9.                                                   | «Common Denominator»                        | Babygirl Bieber                                   | 4:02     |  |
| 10.                                                  | «One Less Lonely Girl» (vídeo musical)      |                                                   | 3:48     |  |
| 11.                                                  | «One Time» (vídeo musical)                  |                                                   | 4:02     |  |

## Posiciones y certificaciones
| País (Lista 2009–10)           | Mejor posición |
| ------------------------------ | -------------- |
| Alemania                       | 18             |
| Argentina                      | 9              |
| Australia                      | 79             |
| Austria                        | 18             |
| Bélgica (Flamenca)             | 16             |
| Bélgica (Valona)               | 23             |
| Canadá                         | 1              |
| Estados Unidos (Billboard 200) | 5              |
| Grecia                         | 10             |
| Irlanda                        | 11             |
| México                         | 22             |
| Países Bajos                   | 52             |
| Polonia                        | 19             |
| Reino Unido                    | 4              |
| Swiss Albums Chart             | 39             |
| Unión Europea                  | 16             |

| Región         | Organismo certificador | Certificación (es) | Ref    |
| -------------- | ---------------------- | ------------------ | ------ |
| Alemania       | IFPI                   | Oro                | [ 29 ] |
| Canadá         | CRIA                   | Platino            | [ 30 ] |
| Estados Unidos | RIAA                   | Platino            | [ 31 ] |
| Reino Unido    | BPI                    | Platino            | [ 32 ] |

## Lanzamiento
| País           | Fecha                   | Sello                            |
| -------------- | ----------------------- | -------------------------------- |
| Estados Unidos | 17 de noviembre de 2009 | Island Records                   |
| Canadá         | 17 de noviembre de 2009 | Universal Music                  |
| Australia      | 20 de noviembre de 2009 | Universal Music                  |
| Reino Unido    | 18 de enero de 2010     | Mercury Records                  |
| Francia        | 22 de marzo de 2010     | Mercury Records, Universal Music |